# Bastien Sicot
Bastien Sicot (Parigi, 1º gennaio 1985) è uno schermidore francese.

## Biografia
Ha conquistato una medaglia d'argento nei campionati europei di scherma di Smirne del 2006 nella gara di spada individuale.

## Palmarès
In carriera ha conseguito i seguenti risultati:
- Europei di scherma

Smirne 2006: argento nella spada individuale.